# Morimoto Kaoru

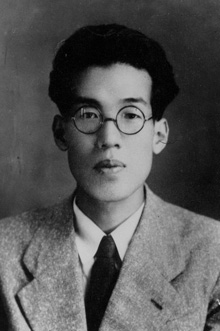
Morimoto Kaoru

Morimoto Kaoru (jap. 森本 薫; * 4. Juni 1912 in Nakatsu, (heute: Stadtteil von Osaka); † 6. Oktober 1946, Präfektur Kyōto) war ein japanischer Dramatiker und Übersetzer.

## Leben und Wirken
Morimoto Kaoru befasste sich in seiner Schulzeit bereits mit Noël Coward und William Somerset Maugham. Er studierte an der Universität Kyōto Anglistik. Schon als Student wurde er Mitglied der am Theater interessierten Künstlergruppe Gekisaku (劇作). 1934 wurde sein Stück „Wagaya“ (わが家) – „Meine Familie“, das im Magazin Shinshichō (新思潮) veröffentlicht wurde, im Theater Tsukiji-za (築地座) aufgeführt, was den Beginn seiner Karriere als Dramatiker markierte.
Seitdem produzierte Morimoto eine Reihe frischer Werke mit stilvollen Dialogen, darunter „Migotona onna“ (みごとな女) – „Eine großartige Frau“ 1934, „Hanabanashiki ichizoku“ (華々しき一族) – „Eine prächtige Familie“ 1935, und „Taikutsuna jikan“ (退屈な時間) – „Eine langweilige Zeit“ 1937. In dieser Zeit arbeitete er auch an Filmszenarien und hinterließ im Bereich des Radiodramas hervorragende Werke wie „Rose“ (薔薇) 1936 und „Umareta tochi“ (生れた土地) – „Geburtsort“ 1938. 1941 trat er dem Literatur-Club des Theaters „Bungakuza“ (文学座) bei, wo er 1942 an der Adaption von „Tomishima Matsugorō den“ (富島松五郎伝) – „Das Leben des Tomishima Matsugorō“, verfasst von Iwashita Shunsaku (岩下俊作; 1906–1980) arbeitete, und 1944 an „Dotō“ (怒濤) – „Stürmische Wogen“, wobei Dr. Kitasato Shibasaburō als Vorbild diente.
Besonders bekannt wurde Morimoto mit dem großen fünfteiligen Drama Onno no isshō (女の一生, „Ein Frauenleben“) bekannt, das er 1945 beendete. Es stellt die Nöte einer Frau über die drei Generationen von der Meiji-, Taishō- und Shōwa-Zeit hinweg dar. Das Stück wurde ursprünglich für das Tsukiji Shōgekijō geschrieben, kam jedoch wegen der Zerstörung des Hauses bei der Bombardierung Tokios wenige Monate vor Kriegsende im Literaturtheater Bungaku-za zur Uraufführung. Die Regie führte Kubota Mantarō, und die Hauptrolle, die sie auch in mehreren späteren Neuinszenierungen übernahm, spielte die Schauspielerin Sugimura Haruko. Morimoto überarbeitete das Stück 1946, kurz bevor er an den Folgen einer Tuberkulose starb.

## Werke (Auswahl)
- Onno no isshō (女の一生), „A woman's life“, übersetzt von Koji Oi, in: The reeds, No. 8[2]